# Mezjevaja Oetka

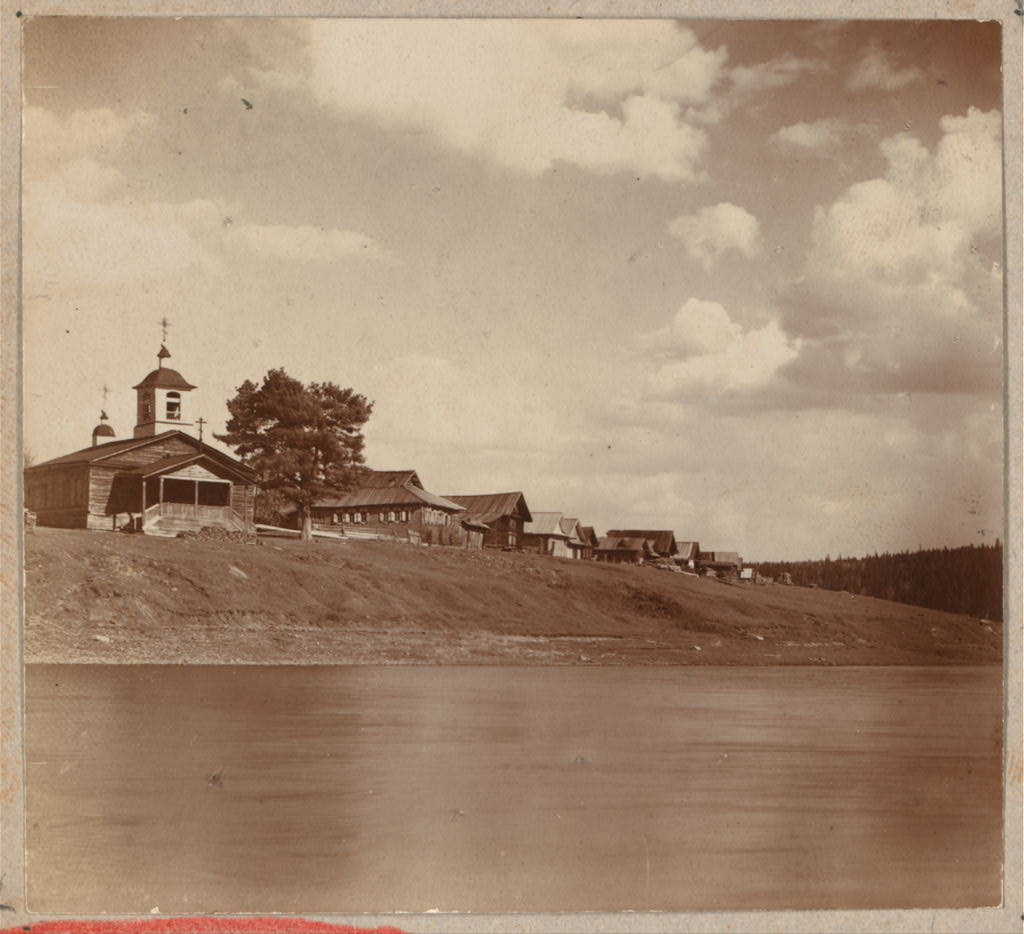
Scheepswerf bij het gelijknamige dorp Mezjevaja Oetka (nu Sinegorski) aan de bovenloop van de rivier in het begin van de 20e eeuw. Foto van Prokoedin-Gorski

De Mezjevaja Oetka (Russisch: Межевая Утка) is een rivier in de Russische oblast Sverdlovsk. De rivier heeft haar bronnen op de westelijke helling van de Centrale Oeral en stroomt vandaar uit eerst naar het zuiden, langs de plaats Visim en vervolgens in noordwestelijke richting langs de plaats Visimo-Oetkinsk, vanwaaruit de rivier naar het zuidwesten stroomt en uitstroomt in de Tsjoesovaja binnen de kraj Perm. In het rivierbed bevinden zich vele kliffen, die op sommige plaatsen meer dan 60 meter boven het water uitsteken.
Over de hele lengte van 121 kilometer is het een snelstromende rivier. De rivier was vroeger bevaarbaar vanaf Visimo-Oetkinsk, waar in de 19e eeuw boten werden gebouwd.
Tegenwoordig wordt de rivier ook gebruikt door raftingtoeristen.
De plaats Sinegorski aan de rivier de Mezjevaja Oetka werd vroeger ook Mezjevaja Oetka genoemd.